# Tănase Scatiu (film)
Tănase Scatiu este un film românesc din 1976 regizat de Dan Pița. În rolurile principale joacă actorii Victor Rebengiuc, Eliza Petrăchescu și Vasile Nițulescu. Este bazat pe romanul omonim scris de Duiliu Zamfirescu.

## Rezumat
Dinu Murguleț (Vasile Nițulescu) este un boier înglodat în datorii. Forțat de împrejurări, acesta încuviințează căsătoria fiicei sale, Tincuța (Cristina Nuțu), cu vechilul Tănase Sotirescu zis Scatiu (Victor Rebengiuc), deși nu putea să-l sufere, considerându-l un mitocan. În scurt timp Scatiu îi fură averea boierului și devine deputat. Dar căsnicia sa eșuează, mai mult Scatiu are de înfruntat o răscoală puternică a țăranilor de pe moșie care îl ucid în cele din urmă.

## Distribuție
- Victor Rebengiuc — Tănase Sotirescu zis Scatiu, mare proprietar funciar, viitor deputat
- Eliza Petrăchescu — Profira, mama lui Tănase
- Vasile Nițulescu — Dinu Murguleț, boier bătrân
- Cătălina Pintilie — Sașa Comăneșteanu, proprietara unei moșii vecine
- Andrei Csiky — Matei Damian, nepotul lui Dinu Murguleț
- Dan Nuțu — Mihai Comăneșteanu, fratele mai mic al Sașei, iubitul Tincuței
- Cristina Nuțu — Tincuța, fiica lui Dinu Murguleț, soția lui Tănase Scatiu
- Rodica Tapalagă — Aglaia, soția lui Nae Eftimiu
- Carmen Galin — Sița, slujnica surdomută a lui Tănase
- Aristide Teică — sluga lui Tănase
- Victor Ștrengaru — Nae Eftimiu, administratorul moșiei coanei Diamandula
- Corina Constantinescu — Sofia, soția lui Dinu Murguleț
- Ioana Ciomârtan — Diamandula, sora lui Dinu Murguleț
- Ada D'Albon Azimioară — Miss Scharp, guvernanta englezoaică a fraților Sașei
- Costel Constantin — Lefter, țăran sărac de pe moșia lui Tănase Scatiu
- Mitică Popescu — Marin, țăran sărac de pe moșia lui Tănase Scatiu
- Ferenc Bencze — Costea, slujitorul lui Tănase
- Zoltán Vadász — ministrul
- Ovidiu Schumacher — Dumitrescu, avocatul lui Tănase
- Dorel Vișan — Nichitache, deputat, partener de afaceri al lui Tănase
- Constantin Sassu — Isidor, bancher evreu
- Boris Petrov — Taftă, vizitiul lui Dinu Murguleț
- Adrian Georgescu — judecătorul
- Cristina Hoffman — Viky, sora mai mică a Sașei
- Anca Szöny — Mary, sora mai mică a Sașei
- Mihail Balaban
- Constantin Popa
- Jean Reder — Aronovici, primarul comunei Ciulniței
- Cornel Revent — subprefectul județului
- István Gyarmati — bărbatul care bea în picioare la dineul dat de Scatiu (menționat Ștefan Gyarmati)
- Florin Zamfirescu — cântăreț ambulant
- Mircea Diaconu — cântăreț ambulant
- Alexandru Mihai
- Mihai Gingulescu
- Valer Dellakeza — Florian
- Hamdi Cerchez — revizorul
- Virgil Bulandra
- Ion Petrovici
- Nicolae Trandafirescu
- Cornel Ispas
- Anton Toba
- Damian Oancea
- Mircea Codreanu
- Constantin Alexandrescu
- Ileana Iordache — Elena, sora coanei Sofia
- Elena Buhoci-Gurgulescu (menționată Elena Gurgulescu)
- Dumitru Ivan
- Dorel Stoia
- Ion Mingheraș
- Ion Ciciu
- Emil Bozdogescu
- Dumitru Dimitrie
- Sever Plocon
- Dumitru Ghiuzelea — bărbatul cu mustață de la masa de cărți din club
- Aurora Șotropa
- Aftene Anton

### Dublaj de voce
- Valeria Seciu — Sașa
- Mariana Mihuț — Tincuța
- Catinca Ralea — Miss Scharp
- George Oancea — Matei Damian
- Zephi Alșec — ministrul

## Producție
Pelicula a fost filmată în comuna Coțofenii din Față, Dolj, aflată la 20 km de Craiova. A fost folosit un conac boieresc construit de 200 de ani, declarat monument istoric din 2004, dar lăsat în paragină. Unii localnici au făcut figurație în acest film timp de trei luni, fiecare zi fiind plătită cu 50 de lei.